# Sistema Nacional de Verificación Instantánea de Antecedentes Penales
El Sistema Nacional de Verificación Instantánea de Antecedentes Penales (en inglés: National Instant Criminal Background Check System) (NICBCS) es un sistema estadounidense creado para determinar si los posibles futuros compradores de armas de fuego y explosivos son elegibles para comprar este tipo de armamento. El NICBCS es un sistema de verificación de antecedentes penales existente en los Estados Unidos de América, creado por la aprobación de la Ley Brady para la prevención de la violencia por armas de fuego en Estados Unidos de 1993, para evitar la venta de armas de fuego a personas que tienen prohibida por ley la compra de dichas armas. El sistema fue implementado por el Buró Federal de Investigaciones (FBI) en 1998.

## Historia
La verificación de antecedentes de los compradores de armas de fuego se discutió ya en la década de 1930. La Ley de control de armas de 1968 (GCA) exigía que los comerciantes de armas de fuego individuales y corporativos tuvieran una Licencia Federal de Armas de Fuego (FFL), también creó un sistema para evitar que las personas que tenían prohibida la compra de una arma (por ejemplo, una persona que tiene prohibido comprar una arma debido a que tiene antecedentes penales, o debido a su estado migratorio) compren armas, dicho sistema dependía de que los compradores respondieran "sí o no" a una serie de preguntas como: "¿Es usted un prófugo de la justicia?”.  Sin embargo, los vendedores, incluidos los distribuidores con una licencia federal de venta de armas (FFL), no estaban obligados a verificar las respuestas de los compradores.
Los esfuerzos coordinados para crear un sistema nacional de verificación de antecedentes no se materializaron hasta después del Intento de asesinato de Ronald Reagan en marzo de 1981. El Secretario de Prensa de la Casa Blanca James Brady fue gravemente herido en el ataque, y luego su esposa, Sarah Brady, encabezó el impulso legislativo para aprobar la Ley Brady de Prevención de la Violencia con Armas de Fuego en 1993, cuando este proyecto de ley se convirtió en ley en noviembre de ese año, la Ley Brady incluyó una enmienda de la ley de control de armas (Gun Control Act) de 1968, que creó el Sistema Nacional Instantáneo de Verificación de Antecedentes Penales (NICBCS).
La Ley Brady ordenó que los distribuidores con una licencia FFL realizaran las verificaciones de antecedentes penales de sus compradores. Al principio, la ley se aplicaba solo a las ventas de armas de fuego, y había un período de espera máximo de cinco días, para acomodar a los comerciantes en los estados que aún no tenían sistemas de verificación de antecedentes. Esos vendedores usarían a la policía estatal para realizar los controles hasta 1998, cuando el sistema NICBCS empezó a funcionar en dichos estados. 
En 1997, la Corte Suprema de los Estados Unidos falló en contra del período de espera de cinco días, pero en 1998 el NICBCS estaba en funcionamiento, era administrado por el FBI, y se aplicaba a todas las compras de armas de fuego de los comerciantes con una licencia FFL, incluidas las armas largas.
Se realizaron más de 39,6 millones de verificaciones de antecedentes penales mediante el sistema NICBCS en 2020. El NICBCS experimentó un aumento sin precedentes en la cantidad de verificaciones de antecedentes penales, en marzo y junio de 2020, debido a la pandemia de COVID-19, y a las protestas en todo el país, tras el asesinato del ciudadano afroestadounidense George Floyd.

## Funcionamiento
Según el sistema NICBCS, los comerciantes, fabricantes o importadores de armas de fuego que posean una Licencia Federal de Armas de Fuego (FFL), deben realizar una verificación de los antecedentes penales de los posibles compradores mediante el sistema NICBCS, antes de vender una arma de fuego.
El NICBCS no es un registro de armas, es una lista de personas a las que se les prohíbe poseer una arma de fuego. Los detalles del comprador se descartan después de la consulta y no se realiza un registro en el NICBCS de la compra del arma de fuego, aunque el vendedor, como titular de una licencia federal (FFL), debe mantener un registro de la transacción.
El acceso al NICBCS está limitado a los titulares de una licencia federal de venta de armas de fuego. Se requiere que un posible comprador complete el formulario 4473 de la ATF, después de lo cual un vendedor con una licencia federal de venta de armas de fuego (FFL), inicia una verificación de antecedentes penales mediante el NICBCS, por teléfono o computadora. La mayoría de las comprobaciones se resuelven en cuestión de minutos, y si no se obtiene una resultado favorable dentro de tres días hábiles, la transferencia puede completarse legalmente.
Si bien la ley federal no requiere las verificaciones de antecedentes para las transferencias de armas de fuego dentro del mismo estado entre partes privadas, la ley federal establece que solo los titulares de una licencia federal FFL pueden transportar un arma de fuego a través de las fronteras estatales con el propósito de venderla. 
Las ventas entre dos particulares pueden realizarse sin una verificación de antecedentes, siempre que tanto el comprador como el vendedor sean residentes en el mismo estado donde se realiza la transferencia. 
Algunos estados exigen la comprobación de antecedentes para las transferencias de armas de fuego no cubiertas por el sistema federal. 
Estos estados requieren que las ventas de armas se procesen a través de un titular de una licencia federal FFL, o bien pueden requerir que el comprador obtenga una licencia o un permiso del estado.
Un posible comprador de un distribuidor de FFL debe completar y firmar un Formulario 4473 de la ATF: Registro de transacciones de armas de fuego, y luego el distribuidor de FFL se comunica con el NICBCS por teléfono o por Internet, para llevar a cabo la verificación de antecedentes penales. Cuando se inicia la verificación de antecedentes, se accede a tres bases de datos: el Centro Nacional de Información Criminal (NCIC), el Índice de Identificación Interestatal (III) y el Índice NICBCS. Según el FBI, los controles generalmente se determinan a los pocos minutos de su inicio. Si no hay ninguna coincidencia en ninguna de las bases de datos verificadas, el distribuidor puede continuar con la transferencia. De lo contrario, la Sección NICBCS del FBI debe comunicarse con las agencias judiciales y/o policiales correspondientes para obtener más información. 
Según la Ley Brady, el FBI tiene tres días hábiles para tomar la decisión de aprobar o denegar la transferencia. Si el distribuidor de FFL no ha recibido la decisión dentro de ese tiempo, puede proceder legalmente con la transacción. 
Si el FBI determina posteriormente que el comprador es una persona a la que se le prohíbe comprar un arma de fuego, lo remite a la Agencia de Alcohol, Tabaco, Armas de Fuego y Explosivos (ATF) para recuperar el arma de fuego.
En 2019, 261.312 verificaciones de antecedentes penales tardaron más de tres días. De esos, el FBI remitió 2.989 a la ATF para su recuperación. El FBI deja de investigar una verificación de antecedentes y elimina la mayoría de los datos de sus sistemas a los 88 días. Esto sucedió 207.421 veces en 2019.
Los estados pueden implementar sus propios programas NICBCS. Dichos estados se convierten en el punto de contacto (POC) entre sus distribuidores de FFL y el NICBCS. Algunos estados con POC parcial realizan controles de armas cortas FFL, mientras que el FBI realiza controles de armas largas. Los distribuidores de FFL en otros estados que no pertenecen al POC acceden al NICBCS directamente a través del FBI. 
Las agencias locales, estatales, tribales y federales autorizadas pueden actualizar los datos del índice NICBCS a través de la interfaz de usuario del Centro Nacional de Información Criminal (NCIC) o mediante archivos electrónicos por lotes. Además, la Sección NICBCS recibe llamadas, a menudo en situaciones de emergencia, de proveedores de atención de la salud mental, departamentos de policía y familiares que solicitan la colocación de personas en el Índice NICBCS. La documentación que justifique la entrada en el índice NICBCS debe estar disponible para las agencias de origen.
La ATF ha designado la posesión o porte de armas de fuego de algunos estados como permisos/licencias que eximen a esa persona del requisito de verificación de antecedentes del NICBCS, ya que la propiedad de dichos permisos/licencias requiere una verificación de antecedentes.

## Personas que tienen prohibido comprar armas de fuego
Según las secciones 922 (g) y (n) de la Ley de Control de Armas de 1968 (Gun Control Act), ciertas personas tienen prohibido:
•Enviar o transportar cualquier arma de fuego o munición en el comercio interestatal o extranjero.
•Recibir cualquier arma de fuego o munición que haya sido enviada o transportada en comercio interestatal o extranjero.
Las personas que tienen prohibido comprar armas de fuego son aquellas que:
•Han sido condenadas en cualquier tribunal de justicia por un delito punible con una pena de prisión por un período superior a un año.
•Han sido acusadas de un delito punible con una pena privativa de libertad por un período superior a un año de cárcel.
•Son un fugitivas de la justicia.
•Son un ciudadano extranjero que:
(A) se encuentra de forma ilegal o ilícita en los Estados Unidos.
(B) ha sido admitido en los Estados Unidos con un visa de no inmigrante (tal como se define al término de la sección 101(a)(26) de la Ley de Inmigración y Nacionalidad. Un visado emitido por un período temporal definido para permitir que los extranjeros que viven fuera de los Estados Unidos visiten, estudien, vivan y trabajen en los Estados Unidos.
•Son un usuario ilegal o adicto a cualquier sustancia controlada. 
•Han sido declaradas deficientes mentales o han sido internadas en una institución mental.
•Han sido dadas de baja de las Fuerzas Armadas de los Estados Unidos en condiciones deshonrosas. 
•Habiendo sido ciudadanas de los Estados Unidos, ha renunciado a la ciudadanía estadounidense. 
•Están sujetas a una orden judicial que impide que la persona acose, aceche o amenace a una pareja íntima o a un hijo de dicha pareja íntima.
•Han sido condenadas en cualquier tribunal por un delito menor de violencia doméstica, un término definido en 18 U.S.C. 921(a)(33).

## Apelaciones de denegación de armas de fuego
Un comprador que crea que una denegación del NICBCS es errónea puede apelar la decisión cuestionando la precisión del registro utilizado en la evaluación de la denegación o alegando que el registro utilizado como base para la denegación no es válido o no pertenece al comprador.Las disposiciones para las apelaciones se describen en las Regulaciones del NICBCS en el Título 28, Código de Regulaciones Federales, Parte 25.10, y la Subsección 103 (f) y (g) y la Sección 104 de la Ley de Prevención de la Violencia con Armas de Fuego Brady de 1993. 
Según la Asociación Nacional del Rifle (NRA), los falsos positivos en el sistema NICBCS niegan el derecho de los ciudadanos a la Segunda Enmienda a la Constitución de los Estados Unidos. La NRA dice que: "Existe una razón importante para creer que la cantidad de denegaciones erróneas es mucho mayor que las que se revocaron en la apelación porque algunas personas pueden no apelar las denegaciones erróneas." 
En un informe de operaciones realizado en 2014 por el FBI, de un total de 90.895 "transacciones denegadas", 4.411 (alrededor del 5%) fueron anuladas después de una mayor investigación por parte de la sección NICBCS. Según el informe, "la razón principal por la que se anularon las decisiones de denegación en 2014 fue que las huellas dactilares del apelante no coincidían con las huellas dactilares del sujeto del registro de descalificación de armas de fuego. Otra razón principal por la que se anulan las decisiones de denegación en la apelación se refiere a los registros de antecedentes penales que no contiene información actual y precisa. En los casos en que las coincidencias son refutadas por las huellas dactilares, la Sección del NICBCS puede anular la decisión de denegación del sujeto y permitir que la transacción continúe dentro de las 24 horas posteriores a la notificación a la FFL, en muchos casos, el proceso debe repetirse cuando el mismo cesionario intenta compras de armas de fuego posteriores y nuevamente se compara con el mismo registro de prohibición". Sin embargo, el sistema NICBCS también incluye un procedimiento de "archivo de apelación voluntaria", mediante el cual una persona puede solicitar que la sección NICBCS conserve su información de identificación, en lugar de eliminarla, para evitar futuras denegaciones o retrasos erróneos.
Entre el 30 de noviembre de 1998 y el 31 de mayo de 2016, el NICBCS negó 1.323.172 transacciones. Los principales motivos de denegación incluyen: 
"Haber sido condenado por un delito punible con más de un año de prisión", "ser un fugitivo de la justicia", "haber sido condenado por un delito de violencia doméstica", y "ser un usuario ilegal y adicto a una sustancia controlada".
En enero de 2016, el periódico USA Today informó de que el FBI había dejado de procesar las apelaciones de denegación del NICBCS en octubre de 2015, dejando un retraso de aproximadamente 7.100 apelaciones a partir del 20 de enero de 2016. La Asociación Nacional del Rifle dijo que la falta de revisión de las apelaciones era una "flagrante indiferencia hacia aquellos a los que se les niega ilegítimamente sus derechos de la Segunda Enmienda".

## Reclamaciones de fallos notables
Después de la masacre de la iglesia de Charleston, el director del FBI, James Comey, se disculpó por las fallos en el sistema de verificación de antecedentes del FBI, y dijo que "un error de nuestra parte está relacionado con la compra de una arma por parte de este tipo". El arresto de Dylann Roof, y la tenencia por su parte de naloxona, sin receta médica, un mes antes de comprar una arma, lo habrían descalificado para la compra y tenencia de una arma de fuego, según la Ley de Control de Armas de 1968. Un informe interno del FBI sobre la verificación de antecedentes de Roof citó lagunas en las bases de datos de la agencia y sus políticas para manejar las verificaciones de antecedentes, junto con las restricciones legales sobre cuánto tiempo puede mantener ciertos tipos de datos. El 30 de agosto de 2019, el Tribunal de Apelaciones del Cuarto Circuito dictaminó que los sobrevivientes y las familias de los fallecidos pueden demandar al gobierno federal.
A raíz del tiroteo en la iglesia de Sutherland Springs, en el que el pistolero Devin Patrick Kelley, de 26 años, de la cercana New Braunfels, Texas, mató a 26 personas e hirió a otras 20, se presentó la Ley Fix NICS de 2017 en el 115.º Congreso de los Estados Unidos. Kelley tenía prohibido por ley comprar o poseer armas de fuego y municiones debido a una condena por violencia doméstica en un consejo de guerra realizado mientras estaba en la Fuerza Aérea de los Estados Unidos. La Fuerza Aérea no registró la condena en la base de datos del Centro Nacional de Información sobre Delitos de la Oficina Federal de Investigaciones (FBI), que utiliza el Sistema Nacional de Verificación Instantánea de Antecedentes Penales (NICBCS), para comprobar los antecedentes penales de las personas que quieren comprar una arma de fuego. A raíz del tiroteo, se supo que la Oficina del Inspector General del Departamento de Defensa había emitido informes que señalaban problemas similares con los informes penales en 1997 y 2015. El error en el caso de Kelley llevó a la Fuerza Aérea a comenzar una revisión. El ataque fue el tiroteo masivo más mortífero realizado por una persona en Texas, y el quinto tiroteo masivo más mortífero de la Historia de los Estados Unidos.